# Helsingborgs stadskommuns politiska historia

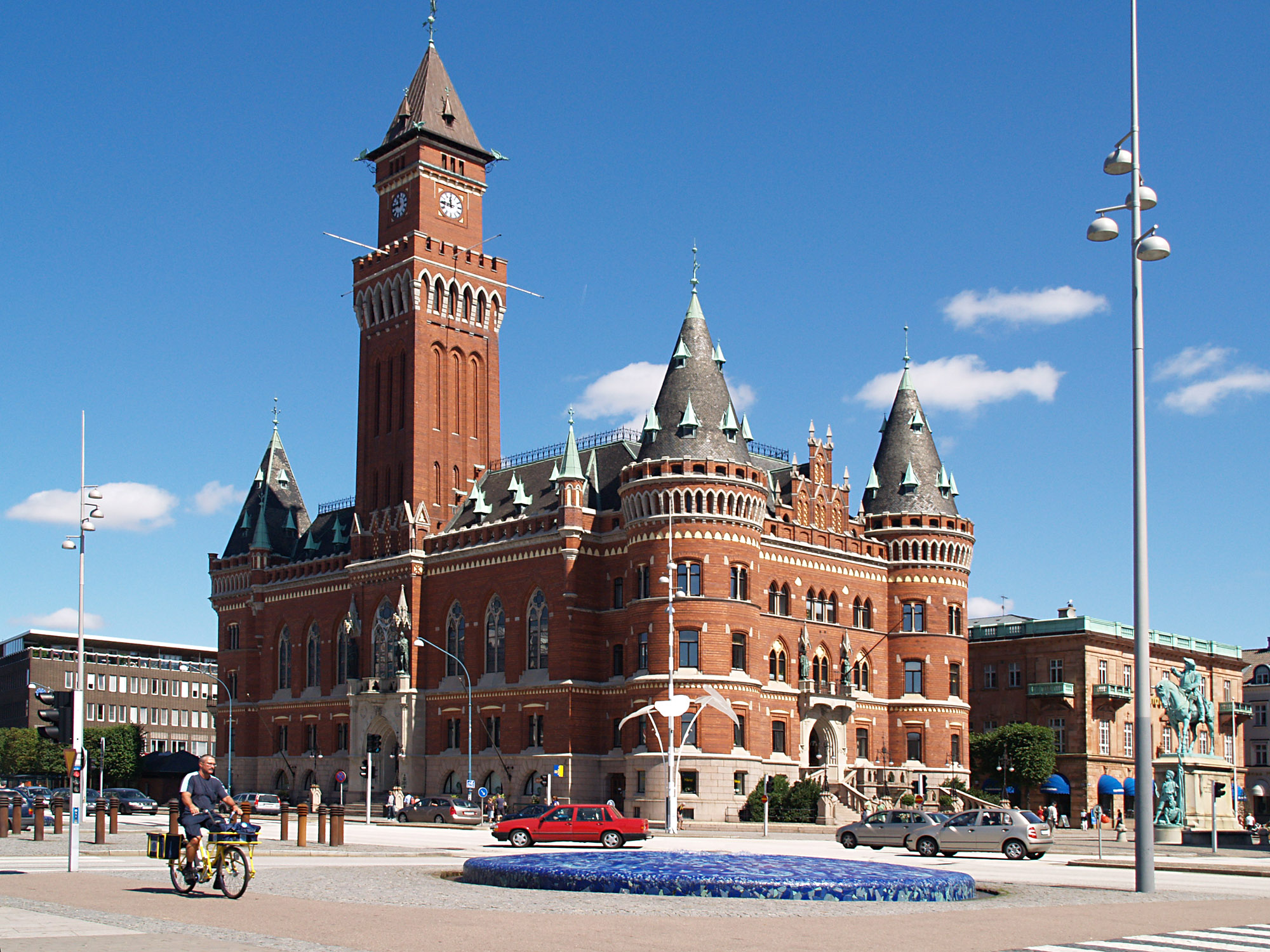
Helsingborgs rådhus.

Helsingborgs stadskommuns politiska historia sträcker sig från kommunalreformen 1862, där staden Helsingborg ombildades till stadskommun, fram till kommunreformen 1971 då dagens Helsingborgs kommun skapades genom en sammanslagning av Helsingborgs stad och landskommunerna Mörarp, Kattarp, Vallåkra och Ödåkra.

## Historisk översikt
Det äldsta beviset för att Helsingborg haft status av stad kommer från ett gåvobrev som den danske kungen Knut den helige sände till Lunds domkyrka den 21 maj 1085. Stadens styrelse stod under denna tid underställd kungens kontroll och det stadsliga självstyret var begränsat. Under 1200-talet började däremot de danska städernas styrelse formas efter tysk modell, med ett råd, vars högsta post var borgmästarämbetet. I Helsingborg omnämns ämbetet borgmästare för första gången i en köpehandling från den 29 juni 1380, men handlingens ordval tyder på att ämbetet funnits längre än så. Rådet organiserades efter ett tag kring två borgmästare som valdes av stadens medborgare (i meningen alla män som innehade burskap), oftast bland någon av rådmännen. Rådet kunde bestå av en skiftande mängd rådmän, hur många det var i Helsingborg under medeltiden vet man inte, men under 1500- och 1600-talen bestod rådet av två borgmästare med sex rådmän. Nya rådmän valdes ut av rådet själv bland stadens borgare. Efter att Skåne blivit svenskt ersattes rådet av magistraten, vilken bestod av fyra rådmän och en borgmästare. Rådmännen valdes av borgerskapet på allmän rådstuga och innehade tjänsten fram till sin död. Dessa hade även dömande makt genom att de var ledamöter i rådhustinget.

## Stadskommunen
| Grupp                            | 1863 | 1873 | 1883 | 1893 | 1903 |
| -------------------------------- | ---- | ---- | ---- | ---- | ---- |
| Handlande, fabrikatörer, m.m.    | 46 % | 50 % | 60 % | 67 % | 65 % |
| Högre ämbetsmän, militärer, m.m. | 20 % | 34 % | 28 % | 31 % | 33 % |
| Hantverkare                      | 31 % | 16 % | 9 %  | 0 %  | 0 %  |
| Lägre ämbetsmän                  | 3 %  | 0 %  | 3 %  | 3 %  | 0 %  |
| Arbetare                         | 0 %  | 0 %  | 0 %  | 0 %  | 2 %  |

Genom kommunalreformen 1863 ombildades Helsingborgs stad till stadskommun. Samtidigt fick den nya kommunen vidare befogenheter. I reformen bestämdes att städer med en folkmängd på mer än 3 000 invånare skulle inrätta ett stadsfullmäktige och eftersom Helsingborg vid denna tid hade över 5 000 invånare kom ett sådant att bildas. Rösträttbestämmelserna utformades på riksplan och tanken med dessa var att de som genom skatter bidrog till den kommunala verksamheten också skulle ha inflytande över hur denna styrs. Därför inrättades ett system där antalet röster bestämdes efter hur mycket man betalade i skatt. Detta betydde alltså att de som inte betalade någon skatt inte heller hade någon rösträtt. Samtidigt kunde mycket välbärgade personer inneha flera röster, dock högst 1/20 av det totala antalet röster. Detta justerades 1869 till högst 1/50 eller maximalt 100 röster. Enligt detta system hade alla som var myndiga och betalade skatt rösträtt, vilket alltså innebar att även myndiga kvinnor fick rösta. Eftersom gifta kvinnor inte ansågs myndiga gällde detta dock endast ogifta kvinnor eller änkor över 25 års ålder.
I Helsingborg bestämdes att antalet ledamöter i fullmäktige skulle uppgå till 26. Dessa skulle sitta i perioder om fyra år, men halva fullmäktige skulle väljas om vartannat år. Avled någon av ledamöterna, eller på annat sätt inte kunde fullfölja sin period, skulle fyllnadsval hållas. Staden skulle inte delas in i valkretsar och röstningen skulle ske med slutna sedlar. Valen hölls i rådhuset och genomfördes genom att de röstberättigade skrev ner namnen på de personer de ansåg skulle sitta i fullmäktige. Uppgick antalet namn inte till samma som antalet ledamöter (26) ansågs valsedeln ogiltig. Det första valet till fullmäktige hölls den 2 december 1862 och samlade "en stor del av stadens invånare". Några politiska partier fanns inte i staden, utan det var istället ledamöternas yrkestillhörighet som räknades; huruvida de var hantverkare, handlande eller ämbetsmän. Det hade därför inte heller drivits någon direkt valrörelse. Nästa val hölls 1864 och inför detta hade kritiska röster höjts angående valsystemet, särskilt genom chefredaktören för den liberala tidningen Öresunds-Posten, Fredrik Theodor Borg. Valdeltagandet blev dessutom mycket skralt, då endast 75 av de 1 100 valberättigade röstade.
Valdeltagandet fortsatte sedan att vara lågt, endast undantaget valet 1872, som föregåtts av en offentlig debatt om vice fullmäktigeordföranden N. P. Nordins inblandning i stadens fastighetsaffärer. Det året deltog cirka 200 röstande. Fortfarande fanns inga direkta politiska partier i staden, men i lokalpressen talade man om "köpmannapartiet" och "ämbetsmannapartiet". Fredrik Theodor Borg fortsatte att kritisera rösträttssystemet. Han förde fram de grupper som hade svårt att utöva inflytande med den gällande ordningen och pekade på hur stadsfullmäktige mest utgjordes av stadens mer välbärgade medlemmar, medan hantverkare, kroppsarbetare och mindre handelsmän praktiskt taget saknade representation. Det fanns de i fullmäktige som ansåg att alla yrkesgrupper borde ha representation i stadens styrande organ. Konsul Oscar Trapp, som var en sedan länge etablerad ledamot, menade att den framväxande arbetarrörelsen borde ha en representant i stadsfullmäktige. I samarbete med stadens arbetarrörelse lyckades han vid ett fyllnadsval 1899 få träarbetaren Carl Johansson invald i fullmäktige. I ett fyllnadsval i maj 1906 upptog allmänna valmansföreningen, alltså högern, den ledande socialdemokraten Nils Persson på sin lista. Även om fler personer röstade på Persson, kom denna inte in på grund av rösträttssystemet. Persson upptogs dock åter på allmänna valmansföreningens lista inför det ordinarie valet i december samma år, då han blev invald. I takt med att staden växte utökades fullmäktiges storlek. År 1877 utökades antalet platser till 32 och 1891 till 42.

## Valreformen 1910
Inför valet 1910 infördes efter beslut från riksdagen nya rösträttsbestämmelser. Antalet röster en person som mest kunde inneha minskades nu till 40, samtidigt som skalan ändrades. En röstberättigad fick en röst per beskattade 100 kronor upp till 2 000 kronor, varefter ökningstakten minskades till en röst per 500 kronor. Valen blev även proportionerliga och mandaten fördelades partivis istället för individuellt. Dessutom kunde nu kvinnor väljas in i fullmäktige. Enligt den nya kommunallagen skulle städer med en befolkning på över 10 000 indelas i valkretsar och eftersom Helsingborg hade över 30 000 invånare delades staden in i två valkretsar, en sydlig och en nordlig. Valet föregicks denna gång av en livlig valrörelse och valdeltagandet blev också därefter. Totalt röstade 3 384 personer. Av de 21 mandat som stod på spel fick Högern 13 invalda, Socialdemokraterna 5 och Liberalerna 3. Som resultat av valreformen hade Socialdemokraterna nu tredubblat sina mandat i fullmäktige. En annan förändring ur kommunalreformen var att det krävdes kvalificerad majoritet, alltså två tredjedelar, för att ta beslut i ekonomiska frågor. Valet 1910 rubbade däremot inte den kvalificerade majoriteten för de konservativa, men efter valet 1912 hade denna försvunnit. Vid detta val röstades den första kvinnan in till fullmäktige: De frisinnades Sara Thåström. Några större förändringar av mandatfördelningen i fullmäktige skedde sedan inte fram till införandet av den allmänna rösträtten. Efter inkorporeringen av Raus landskommun 1918 utökades antalet stadsfullmäktige till 51. Inför valet 1918 hade staden på grund av inkorporeringen ökat till över 40 000 invånare och delades därför in i tre valkretsar.

## Allmän rösträtt
Genom införandet av den allmänna rösträtten i Sverige med lika rösträtt för både kvinnor och män ökade antalet röstberättigade avsevärt inför kommunalvalet i Helsingborg 1919. Valrörelsen riktade sig särskilt till de nytillkomna väljarna, då i synnerhet kvinnorna. I valet blev Socialdemokraterna det största partiet, men Högern och Liberalerna fick tillsammans majoriteten med en mandats marginal. Regeln om kvalificerad majoritet gjorde däremot att partierna var tvungna att söka samförstånd i flera frågor. Valresultatet speglade de olika valkretsarnas sociala struktur. Socialdemokraterna var som störst i de mellersta och södra valkretsarna, som dominerades av arbetare och hantverkare, medan Högern var som störst i den norra, där det till största delen bodde medlemmar av de övre klasserna. Liberalernas resultat fördelade sig dock jämnt över alla tre valkretsar. Genom valet 1920 fick Socialdemokraterna slutligen majoritet i fullmäktige och denna behöll man fram till valet 1976. Vid nästa val infördes att hela fullmäktige valdes om samtidigt. I detta val vann Kommunisterna sina första två mandat, samtidigt som Liberalerna förlorade alla sina tre mandat. Vid valet 1926 återtog Liberalerna två mandat, medan Kommunisterna nu blev utan. De skulle inte återkomma till fullmäktige förrän efter andra världskriget.
Inför valet 1930 infördes att valet hölls samma dag i alla valkretsar. Till detta valet hade partiet Fri grupp för lägre skatt dykt upp, vilket tog två mandat, samtidigt som Liberalerna blev utan. Vid valet 1934 började de ideologiska motsättningarna från Kontinentaleuropa göra sig påminda i Helsingborg. I detta val deltog det ur Högern utbrutna Medborgarförbundet, som kom att bli mycket kontroversiellt. Detta var klart inspirerat av de idéer om nationalism och folkgemenskap som framkommit inom nationalsocialismen, men tog dock avstånd från nazismens förföljelse av judar och av kyrkan. Partiets politiska motståndare, särskilt Socialdemokraterna, drog i gärna paralleller till nazismen. Även Nationalsocialistiska partiet ställde upp i valet, men kom på grund av Medborgarförbundet att hamna i skymundan och fick endast några ströröster. Medborgarförbundet fick i valet fem mandat, mestadels på Högerns bekostnad. Vid valet 1938 blev Socialdemokraterna större än någonsin med hela 36 mandat och hade därigenom egen kvalificerad majoritet. Det hade man även efterföljande mandatperiod med 35 mandat. Inför valet 1942 deltog Bondeförbundet för första gången, dock utan att ta några mandat. 
Andra världskrigets slut och de Sovjetiska krigsframgångarna gav Kommunisterna ökad popularitet och partiet fick hela fem mandat i 1946 års val. En stor valfråga i valen 1946 och 1950 blev den så kallade bangårdsfrågan, alltså problemet med att Helsingborg hade två separata stationer, Centralstationen och Färjestationen. Kungliga järnvägsstyrelsen hade 1944 föreslagit att frågan skulle lösas genom att ett nytt spår skulle dras över Hamntorget och att Inre hamnen därmed skulle fyllas igen. Förslaget ledde dock till kraftiga protester bland allmänheten, ledda av Medborgarförbundets ledare, tillika Helsingborgs Dagblads chefredaktör, Ove Sommelius. Även Liberalerna, nu Folkpartiet, motarbetade förslaget. Socialdemokraterna stödde däremot planen, som hade ett eget språkrör i Skånska Social-Demokratens chefredaktör Karl Bergström. Inför valet 1950 hade Medborgarförbundet åter gått upp i Högern och vänsterblocket minskade nu med 4 mandat, främst på grund av att Kommunisterna förlorat alla sina mandat, troligen på grund av att Kalla kriget nu utvecklade sig. Folkpartiet ökade däremot kraftigt från 4 till 9 mandat. De stora protesterna mot järnvägsplanerna gjorde att den svenska regeringen begärde ytterligare utredningar. Frågan löstes inte förrän 1991 i och med bygget av nuvarande Helsingborgs centralstation, då även kallad Knutpunkten.
Opinionen i kommunalvalen i Helsingborg följde trots de lokala frågorna till största delen den i resten av Sverige. Undantaget var att Bondeförbundet, senare Centerpartiet, inte nådde något genomslag i staden. Under efterkrigstiden tappade Socialdemokraterna mandat till Högern och Folkpartiet i valen 1950, 1954 och 1958. Vid det sistnämnda valet fick partiet endast 26 mandat, det lägsta sedan 1928, men man återhämtade sig 1962 och fick då 30 mandat. Under slutet av 1960-talet ökade det borgerliga samarbetet då Högern och Folkpartiet förenades under listan Samling i Hälsingborg och genom detta vann tre mandat i valet 1966. Inför kommunsammanslagningen 1971 ökades antalet mandat i fullmäktige till 81 inför valet 1970 för att ge plats åt representanter från landskommunerna. I detta val kom slutligen Centern att bli representerat i fullmäktige med 10 mandat. Vid valet 1974 minskades antalet fullmäktigeplatser till 65.

## Mandatfördelningstabell
| 25 | 6 | 20 |

| 47 |

| 26 | 3 | 22 |

| 46 |

|  | 27 | 22 |

| 48 |

| 26 |  | 23 |

| 50 |

| 28 |  | 21 |

| 50 |

| 31 | 5 |  | 13 |

| 50 |

| 36 | 4 |  | 10 |

| 48 |

| 35 | 3 |  | 11 |

| 48 |

| 5 | 30 | 3 | 4 | 9 |

| 47 |

| 31 | 9 | 11 |

| 44 | 7 |

|  | 28 | 8 | 14 |

| 45 |

| 26 | 6 | 19 |

| 44 | 7 |

| 30 | 9 | 12 |

| 44 | 7 |

|  | 25 | 12 | 12 |

| 42 | 9 |

## Valresultat vid kommunalval 1919-1966
Siffrorna är från SCB.s rapporter om kommunala val från respektive år. Eftersom procentsiffrorna är avrundade så kan det vara så att summorna inte stämmer överens.
| Parti         | Parti         | 1919 | 1920 | 1922 | 1926 | 1930 | 1934  | 1938 | 1942 | 1946 | 1950 | 1954 | 1958 | 1962 | 1966  |
| ------------- | ------------- | ---- | ---- | ---- | ---- | ---- | ----- | ---- | ---- | ---- | ---- | ---- | ---- | ---- | ----- |
| S             |               | 44,4 | 49,5 | 49,6 | 48,7 | 52,1 | 54,1  | 62,5 | 63,0 | 55,7 | 58,4 | 54,0 | 52,2 | 57,3 | 46,8  |
| H             |               | 38,2 | 42,9 | 40,4 | 43,4 | 35,4 | 24,1  | 20,0 | 18,9 | 16,3 | 20,2 | 25,9 | 34,4 | 23,2 | *     |
| F1            |               | 14,5 | 6,8  | 4,9  | 5,4  | 3,8  | 5,4   | 4,7  | 5,4  | 8,8  | 18,2 | 16,8 | 11,4 | 15,9 | *     |
| SKP2          |               | 2,9  | 0,9  | 5,1  | 2,5  | 1,9  | 0,7   | 0,9  | 3,8  | 10,0 | 2,5  | 3,3  | 2,0  | 1,7  | 5,3   |
| MF            |               | *    | *    | *    | *    | *    | 11,23 | 11,3 | 8,4  | 9,2  | *    | *    | *    | *    | *     |
| FGLS          |               | *    | *    | *    | *    | 6,6  | *     | *    | *    | *    | *    | *    | *    | *    | *     |
| Ö             |               | *    | *    | *    | *    | 0,1  | 4,6   | 0,6  | 0,5  | 0,0  | 0,7  | 0,0  | 0,0  | 1,9  | 47,94 |
| Valdeltagande | Valdeltagande | 58,1 | 44,8 | 55,8 | 58,2 | 64,8 | 68,7  | 69,7 | 73,2 | 75,6 | 83,8 | 84,6 | 83,6 | 83,6 | 83,8  |

- 1 Avser Liberala samlingspartiet 1919-1922, Frisinnade folkpartiet 1926-1930 och Folkpartiet 1934-1966
- 2 Avser Sveriges socialdemokratiska vänsterparti 1919-1920, Sveriges kommunistiska parti 1922-1966
- 3 Som en del av Högern
- 4 Merparten av övriga-rösterna tillföll Högerpartiet, Folkpartiet och Bondeförbundet

## Ledande politiker
| Ordförande - Rudolf Tornérhjelm, 1862–1885 - Gustaf Peyron, 1885–1887 - Petter Olsson, 1888–1903 - Nils Persson, 1904–1908 - Malte Sommelius (H), 1908–1919 - Jacob Beskow (H), 1919 - Carl Johansson (S), 1919–1930 - Hjalmar Forsberg (S), 1931–1941 - Edwin Berling (S), 1941-1951 - Anders Persson (S), 1951–1954 - Börje Skarstedt (S), 1955–1960 - Karl Salomonsson (S), 1961–1966 - Gunnar Nordqvist (S), 1967–1971 Vice ordförande - Johan August Dreilick, 1863 - Fritz Rooth, 1864 - Nils Persson Nordin, 1864–1872 - Holjer Witt, 1873–1874 - Gustaf Peyron, 1875–1885 - Samuel H. Hafström, 1885–1886 - H. Aron Siöcrona, 1887–1896 - Nils Persson, 1897–1903 - Oscar Trapp, 1904–1905 - Malte Sommelius, 1906–1908 - A.J.E. Sjöstrand, 1908–1910 - Axel von Matern (H), 1911–1914 - Ottomar R. Hedenblad (H), 1915–1918 - Carl Johansson (S), 1919 - Hjalmar Forsberg (S), 1919–1930 - C.B. Hallengren (H), 1931–1938 - Edvard Schön (H), 1939–1946 - Ove Sommelius (Medborgarförbundet), 1947–1950 - Anders Persson (S), 1950–1951 - Börje Skarstedt (S), 1951 1:e vice ordförande (1952–1970) - Ove Sommelius (H), 1952–1962 - Tuve Ågren (H), 1963–1970 2:e vice ordförande (1952–1970) - Börje Skarstedt (S), 1952–1962 - Harry Ohlsson (S), 1955–1960 - Gunnar Nordqvist (S), 1961–1966 - Stig Jerker Svensson (S), 1967–1970 | Ordförande - Osvald Toll, 1863 - Axel De la Gardie, 1864–1874 - Gustaf Peyron, 1875–1884 - H. Aron Siöcrona, 1885–1893 - Nils Persson, 1894–1903 - Oscar Trapp, 1904–1908 - Ottomar R. Hedenblad, 1909–1914 - Jacob Beskow (H), 1915–1918 - Carl Wester (H), 1918 - Harald Bergengren (H), 1919–1920 - Hjalmar Forsberg (S), 1920–1930 - Edwin Berling (S), 1931–1941 - Leonard Gjertz (S), 1942–1946 - Klas Petterson (S), 1947–1958 - Gunnar Nordqvist (S), 1959–1961 - Börje Skarstedt (S), 1961–1971 Vice ordförande - Adalrik Hallberg, 1876–1885 - Nils Persson, 1886–1893 - Oscar Trapp, 1894–1903 - Ottomar R. Hedenblad, 1904–1908 - Ernst Th. Grönwall (H), 1909–1914 - A.G. Unger (H), 1915–1918 - Hjalmar Forsberg (S), 1918–1920 - Edwin Berling (S), 1921–1930 - Hjalmar Forsberg (S), 1931–1932 1:e vice ordförande (1932–1954) - Albin Löfdal (H), 1932–1935 - Sven Lundberg (H), 1936 - Artur Stibe (H), 1937–1944 - Ingvar Jacobson (H), 1945–1954 2:e vice ordförande (1932–1954) - Hjalmar Forsberg (S), 1932–1941 - Otto Olsson (S), 1941–1949 - Börje Skarstedt (S), 1950–1951 - Elon Magnusson (S), 1952–1954 Vice ordförande - Ingvar Jacobson (H), 1955 - Ingemar Ekblom (H), 1956–1965 - Alf Eberhard (H), 1965–1970 | Ordförande - Börje Skarstedt (S), 1956–1970 Vice ordförande - Ove Sommelius (H), 1956–1967 - Sten Sjöholm (FP), 1968–1970 |